# Кортланд (Мисисипи)
Кортланд (енгл. Courtland) град је у америчкој савезној држави Мисисипи.

## Демографија
По попису из 2010. године број становника је 511, што је 51 (11,1%) становника више него 2000. године.
| Група             | 2000.       | 2010.       |
| Белци             | 291 (63,3%) | 230 (45,0%) |
| Афроамериканци    | 163 (35,4%) | 279 (54,6%) |
| Азијати           | 0 (0,0%)    | 0 (0,0%)    |
| Хиспаноамериканци | 6 (1,3%)    | 0 (0,0%)    |
| Укупно            | 460         | 511         |